# Per Vedin
Per Vedin, född 20 mars 1882, i Vibyggerå socken, Västernorrlands län, död 22 juni 1941 i Gävle, var en svensk journalist och författare.
Vedin var verksam som tidningsman i Gävle. Filmen Bränningar (1935) bygger på en novell av honom.